# أليسيا غونزاليس بلانكو
أليسيا غونزاليس بلانكو (بالإسبانية: Alicia González) هي دراجة إسبانية، ولدت في 27 مايو 1995 في Viella ‏ في إسبانيا.

## وصلات خارجية
- أليسيا غونزاليس بلانكو على موقع الاتحاد الدولي للدراجات (الإنجليزية)
- أليسيا غونزاليس بلانكو على موقع أرشيف الدراجات (الإنجليزية)
- أليسيا غونزاليس بلانكو على موقع إحصائيات الدراجات الإحترافية (الإنجليزية)
- أليسيا غونزاليس بلانكو على موقع نسبة الدراجات (الإنجليزية)